# Mahram Teherán Basketball Team
Mahram Teherán Basketball Team es un club de baloncesto profesional iraní con base en Teherán, que compite en la Superliga de Irán, la máxima categoría del país. Fue fundado en 1999 y debe su nombre a la compañía de alimentos del que es propiedad y por el que es esponsorizado, la Mahram Food Company. 
Disputa sus encuentros como local en el Azadi Basketball Hall, con capacidad para 3000 espectadores.

## Palmarés
- 3 veces campeón de la Superliga de Irán: 2008, 2009 y 2010
- 2 veces campeón de la WABA Champions Cup: 2009 y 2010
- 2 veces campeón de la FIBA Asia Champions Cup: 2009 y 2010
- 2 veces campeón del Dubai International Tournament: 2007 y 2010

## Plantilla 2010/2011
- Dimos Dikoudis
- Marlon Garnett
- Cheikh Samb
- Loren Woods
- Pero Cameron
- Priest Lauderdale
- Mehdi Kamrani
- Javad Davari
- Jaber Rouzbahani